# Sainte-Jamme-sur-Sarthe
Sainte-Jamme-sur-Sarthe – miejscowość i gmina we Francji, w regionie Kraj Loary, w departamencie Sarthe. Nazwa miejscowości pochodzi od imienia św. Gemmy.
Według danych na rok 1990 gminę zamieszkiwało 1 640 osób, a gęstość zaludnienia wynosiła 195 osób/km² (wśród 1504 gmin Kraju Loary, Sainte-Jamme-sur-Sarthe plasuje się na 375. miejscu pod względem liczby ludności, natomiast pod względem powierzchni na miejscu 1071.).